# Jack Pierce
Jack Pierce, född 23 september 1962, är en amerikansk före detta friidrottare som tävlade i häcklöpning på 110 meter häck.
Pierce deltog vid VM 1991 där han slutade tvåa på samma tid som segraren Greg Foster. Han blev även bronsmedljör både vid Olympiska sommarspelen 1992 och vid VM 1993. 
Han blev dessutom fyra både vid VM 1987 och vid VM 1995. 

## Personliga rekord
- 110 meter häck – 12,94